# Golful Mannar

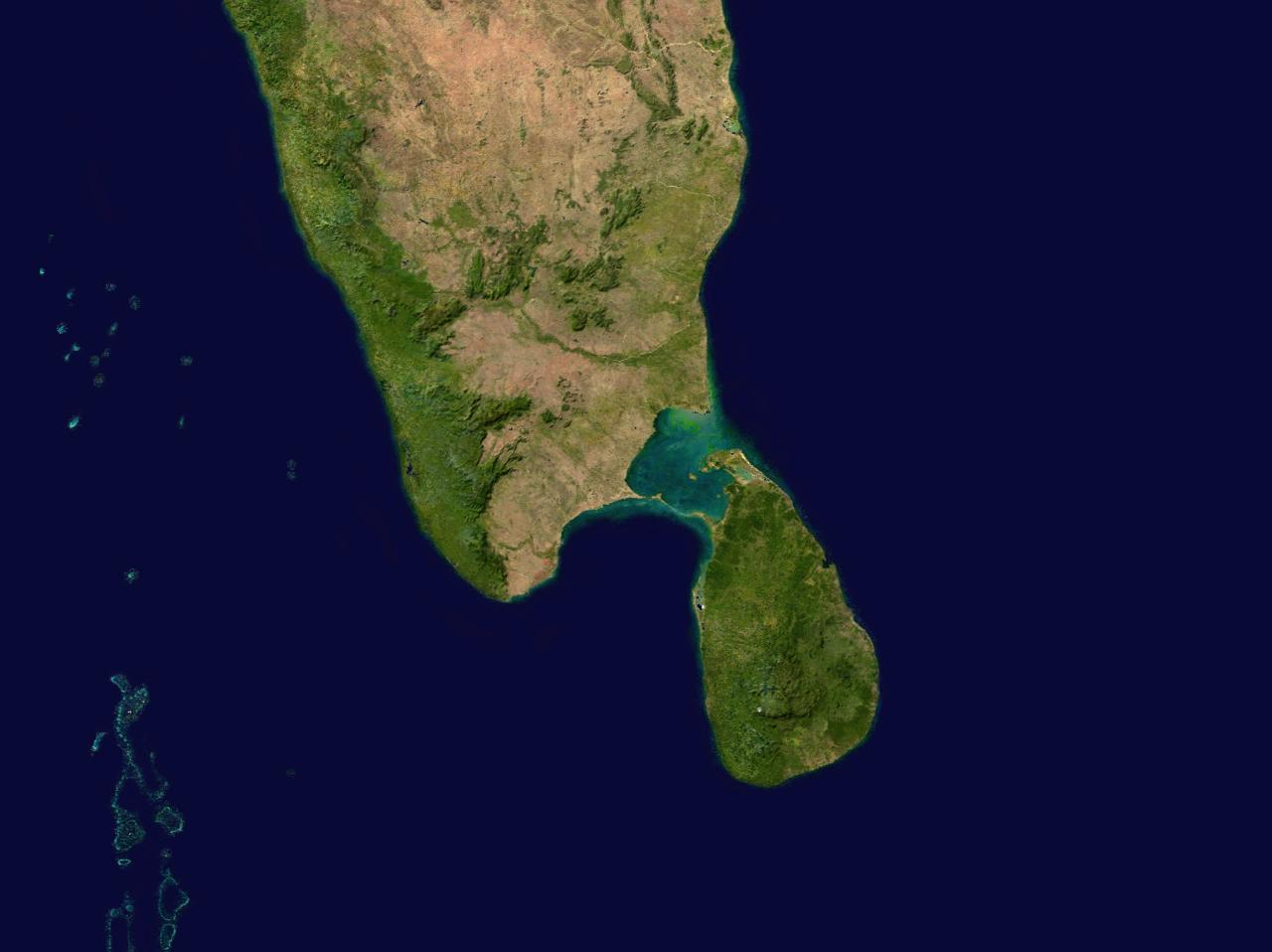
Golful Mannar

Golful Mannar este un braț al Oceanului Indian ocupând din vârful sud al Indiei până la coasta de vest din Sri Lanka, cu o lățime între 160 și 200 km. Un lanț de insule numite Podul din Rama sau Podul lui Adam, separă Golful de Mannar de Strâmtoarea Palk, care este situată în nord, între Sri Lanka și India. În golf se varsă Râul Tambaraparani din coasta indiană și râul Aruvi Aru din Sri Lanka.